# 曼索阿
曼索阿是西非國家畿內亞比紹的城鎮，由奧約區負責管轄，位於該國中部，面積1,097平方英里，海拔高度3米，2008年人口估計約7,376，人口密度每平方公里42.77人。
12°04′N 15°19′W / 12.067°N 15.317°W